# Argyreia henryi
Argyreia henryi là một loài thực vật có hoa trong họ Bìm bìm. Loài này được (Craib) Craib mô tả khoa học đầu tiên năm 1914.